# Sinch’ŏn
Sinch’ŏn (kor. 신천군, Sinch’ŏn-gun) – powiat w Korei Północnej, w prowincji Hwanghae Południowe. W 2008 roku liczył 141 407 mieszkańców. Graniczy z powiatami Samch’ŏn od zachodu, An’ak od północy, Chaeryŏng od wschodu, a także T’aet’an, Pyŏksŏng i Sinwŏn od południa. Przez powiat przebiega 117-kilometrowa linia Ŭllyul z miasta Sariwŏn (prowincja Hwanghae Północne) do stacji Ch’ŏlgwang w powiecie Ŭllyul.

## Historia
Przed wyzwoleniem Korei spod okupacji japońskiej powiat składał się z 15 miejscowości (kor. myŏn) oraz 165 wsi (kor. ri). W obecnej formie powstał w wyniku gruntownej reformy podziału administracyjnego w grudniu 1952 roku. W jego skład weszły wówczas tereny należące wcześniej do miejscowości Sinch’ŏn, Ryongmun, Nambu, Tura, Karyŏn, Onch'ŏn, Pukbu, Kasan, Munmu (1 wieś), Munhwa (6 wsi – wszystkie miejscowości poprzednio znajdowały się w powiecie Sinch’ŏn) i Sŏho (3 wsie – powiat Chaeryŏng). Powiat Sinch’ŏn składał się wówczas z jednego miasteczka (Sinch’ŏn-ŭp) i 26 wsi. W czerwcu 1958 roku powiat powiększył się o wsie Onch'ŏn, Toch'ak, Raengjŏng i Jinam, przeniesione z powiatu Pyŏksŏng.
Masakra w Sinch’ŏn
W czasie wojny koreańskiej, jesienią 1950 roku, w Sinch’ŏn doszło do masakry cywilnej ludności. W ciągu około dwóch miesięcy, gdy obszar ten znajdował się pod okupacją wojsk Stanów Zjednoczonych i Korei Południowej zginęło około 35 000 mieszkańców, czyli ¼ ówczesnej populacji powiatu. W 1958 roku w miasteczku Sinch’ŏn powstało muzeum upamiętniające ofiary amerykańskiej i południowokoreańskiej zbrodni (신천박물관, ang. Sinchon Museum of american war atrocities).

## Podział administracyjny powiatu
W skład powiatu wchodzą następujące jednostki administracyjne:
| Nazwa jednostki administracyjnej | Rodzaj jednostki administracyjnej | Hangul   | Hancha   |
| -------------------------------- | --------------------------------- | -------- | -------- |
| Sinch’ŏn-ŭp                      | miasteczko                        | 신천읍   | 信川邑   |
| Jangjae-ri                       | wieś                              | 장재리   | 長財里   |
| Ji'nam-ri                        | wieś                              | 지남리   | 指南里   |
| Ch'ŏngsan-ri                     | wieś                              | 청산리   | 青山里   |
| Hoam-ri                          | wieś                              | 호암리   | 虎岩里   |
| Hwasan-ri                        | wieś                              | 화산리   | 花山里   |
| Kŏnsan-ri                        | wieś                              | 건산리   | 乾山里   |
| Kŭlloja-ri                       | wieś                              | 근로자리 | 勤勞者里 |
| Myŏngsa-ri                       | wieś                              | 명사리   | 明沙里   |
| Myŏngsŏk-ri                      | wieś                              | 명석리   | 明石里   |
| Onch'ŏn-ri                       | wieś                              | 온천리   | 溫泉里   |
| Paeksŏk-ri                       | wieś                              | 백석리   | 白石里   |
| Palsan-ri                        | wieś                              | 발산리   | 鉢山里   |
| Panjŏng-ri                       | wieś                              | 반정리   | 泮亭里   |
| Pok'o-ri                         | wieś                              | 복우리   | 福隅里   |
| Raengjŏng-ri                     | wieś                              | 랭정리   | 冷井里   |
| Ri'mok-ri                        | wieś                              | 리목리   | 梨木里   |
| Ryongdang-ri                     | wieś                              | 룡당리   | 龍塘里   |
| Ryongsan-ri                      | wieś                              | 룡산리   | 龍山里   |
| Sach'ang-ri                      | wieś                              | 사창리   | 司倉里   |
| Saegil-ri                        | wieś                              | 새길리   | 새길里   |
| Saenal-ri                        | wieś                              | 새날리   | 새날里   |
| Sŏkdang-ri                       | wieś                              | 석당리   | 石塘里   |
| Sŏkgyo-ri                        | wieś                              | 석교리   | 石橋里   |
| Song'o-ri                        | wieś                              | 송오리   | 松梧里   |
| Sŏwŏn-ri                         | wieś                              | 서원리   | 書院里   |
| Tongnyŏng-ri                     | wieś                              | 동령리   | 東嶺里   |
| To'rak-ri                        | wieś                              | 도락리   | 道樂里   |
| U'ryong-ri                       | wieś                              | 우룡리   | 牛龍里   |
| Usan-ri                          | wieś                              | 우산리   | 牛山里   |
| Wŏlsŏng-ri                       | wieś                              | 월성리   | 月城里   |
| Wŏn'am-ri                        | wieś                              | 원암리   | 猿岩里   |